# Колаку (Сучава)
Колаку (рум. Colacu) насеље је у Румунији у округу Сучава у општини Фунду Молдовеј. Oпштина се налази на надморској висини од 757 m.

## Становништво
Према подацима из 2002. године у насељу је живело 1043 становника, од којих су сви румунске националности.